# Kassena

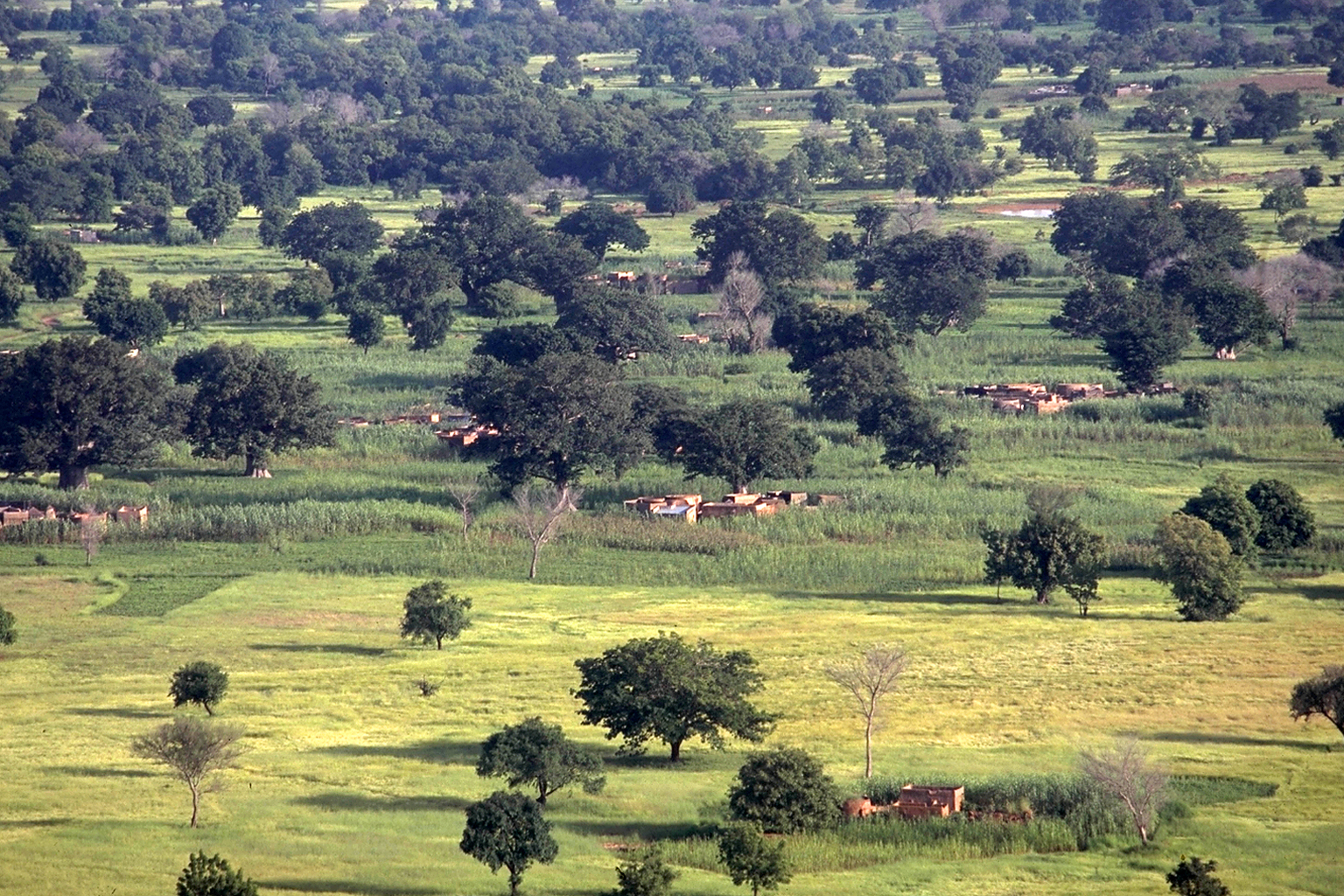
Landschaft südlich von Tiébélé im Süden von Burkina Faso. Man erkennt die Felder mit Hirse in der Nähe der Häuser. Aufnahme während der sommerlichen Regenzeit, Juli 2001.

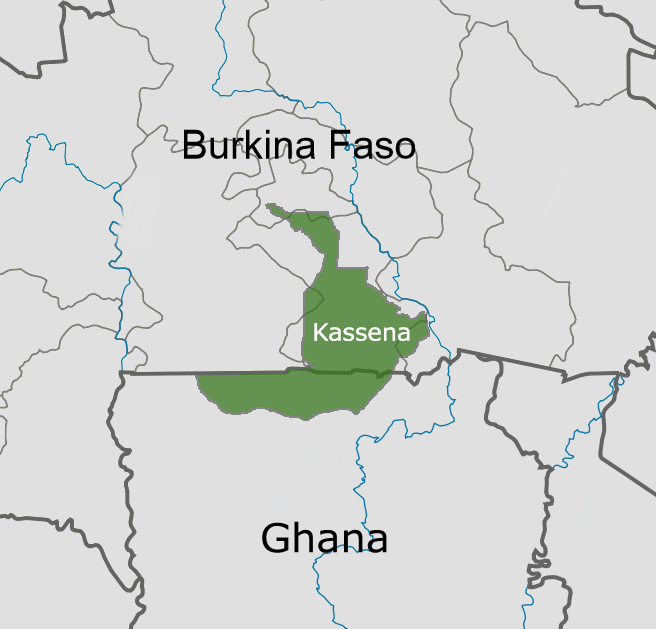
Siedlungsgebiet der Kassena

Die Kassena (auch Kasena) sind eine Ethnie, die im Grenzgebiet zwischen Burkina Faso und Ghana siedelt. Ihre Zahl wird mit etwa 250.000 angegeben, davon leben ungefähr 130.000 in Ghana und 120.000 in Burkina Faso.
Von der Bezeichnung Gurunsi für die Kassena und ihre sprachlich verwandten Nachbarethnien wird heute abgesehen, da trotz enger linguistischer Verwandtschaft erhebliche kulturelle Unterschiede zwischen den einzelnen Gruppen bestehen. Außerdem ist Gurunsi kein von den so bezeichneten Menschen selbst benutzter Begriff; er hat in den Sprachen der Nachbarvölker ausschließende Funktion. Für die Sprachgruppe, zu der das Kasem der Kassena zählt, wird weiterhin von Gurunsi-Sprachen (auch Grusi-Sprachen) gesprochen.
Die etwa 130.000 Kassena im zentralen Norden Ghanas leben im Kassena-Nankana District um die Stadt Navrongo und die Ortschaften Wuru, Paga und Kwunchogaw an der Grenze zu Burkina Faso. Die dort lebenden Kassena siedeln in der zur Region Centre-Sud gehörenden Provinz Nahouri mit den Zentren Pô und Tiébélé.
Von den Ursprüngen der Kassena existieren widersprüchliche Versionen. Es wird aber vermutet, dass die Kassena zu den ursprünglichen Bewohnern des Gebietes zählen und von den später eindringenden Mossi das Herrschaftssystem der chefs übernahmen. In der zweiten Hälfte des 19. Jahrhunderts wurden zahlreiche Dörfer durch die Zarma zerstört.

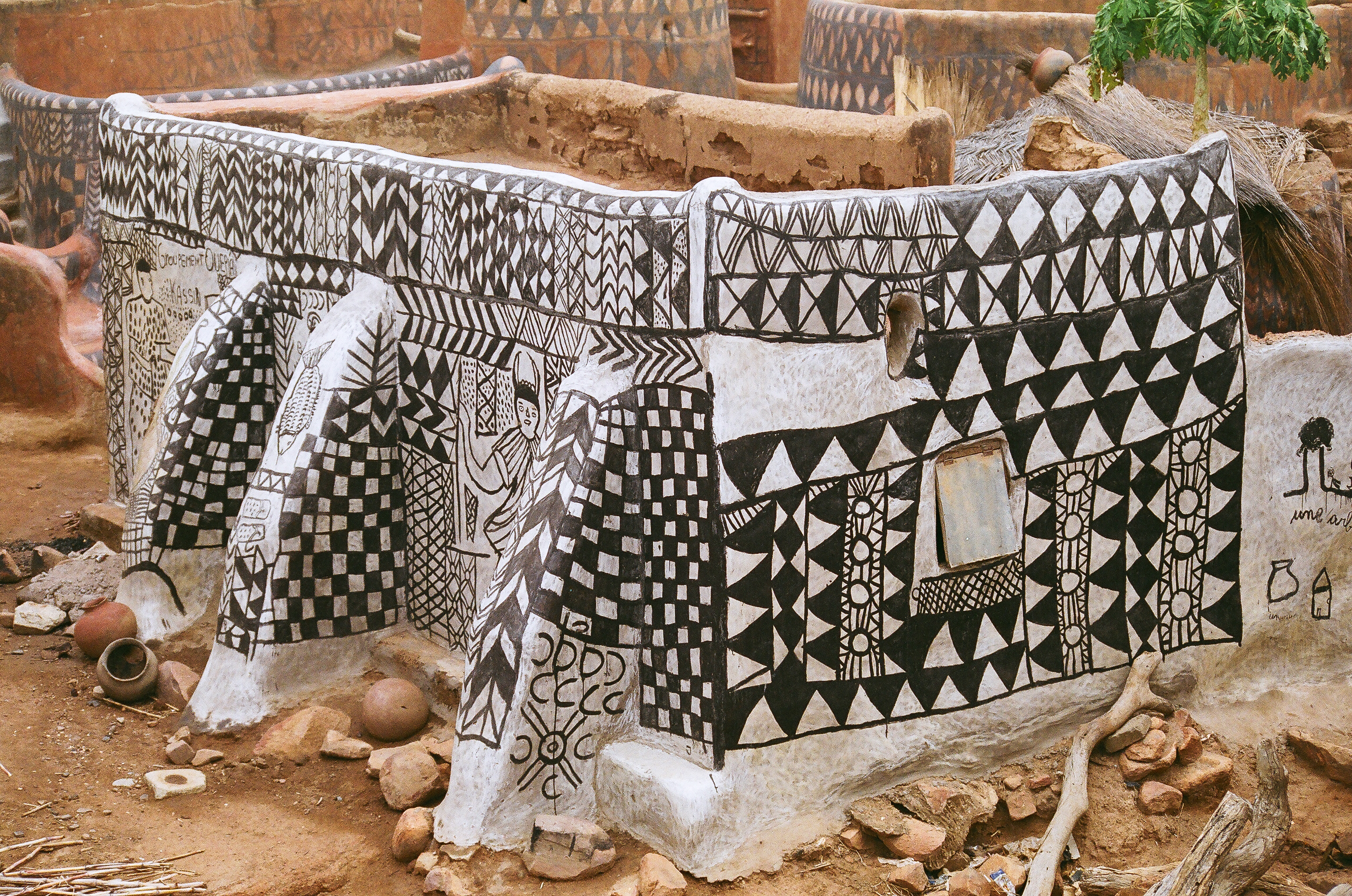
Bemaltes Lehmhaus der Kassena in Tiébélé

Die Kassena sind bekannt für die Wandmalereien aus gefärbter Lehmschlämme und weißem Kalk in geometrischen Mustern, mit denen die Frauen die Außenwände der Lehmbauten verzieren. Die Architektur der Kassena inspirierte auch Le Corbusier. Wegen ihrer Präferenz für die Landwirtschaft, die sie im Unterschied zu anderen Ethnien in Burkina Faso im Terrassenfeldbau betreiben, üben die Kassena kaum handwerkliche Tätigkeiten aus. Deshalb waren Immigranten mit Fähigkeiten als Schmiede gerne gesehen. Diese ließen sich für begrenzte Zeit im Umfeld der Chefs nieder.
Typisch für die Musik der Kassena ist ähnlich wie bei benachbarten Ethnien ein Ensemble aus mehreren Trommeln, Flöten, der Korbgefäßrassel sinye und anderen Perkussionsinstrumenten. Die hauptsächlich gespielten Trommeln sind die Kesseltrommel kori aus einer mit einer Membran bespannten Kalebasse, die zweifellige hölzerne Zylindertrommel gullu und die Sanduhrtrommel gungonga. Die kurze Holzflöte hua wird von Hirten solistisch, als Signalinstrument und in Ensembles mit mehreren Trommeln zur Unterhaltung bei zeremoniellen Anlässen verwendet.

## Bekannte Kassena
- Bil Aka Kora, Musiker aus Burkina Faso